# Laki

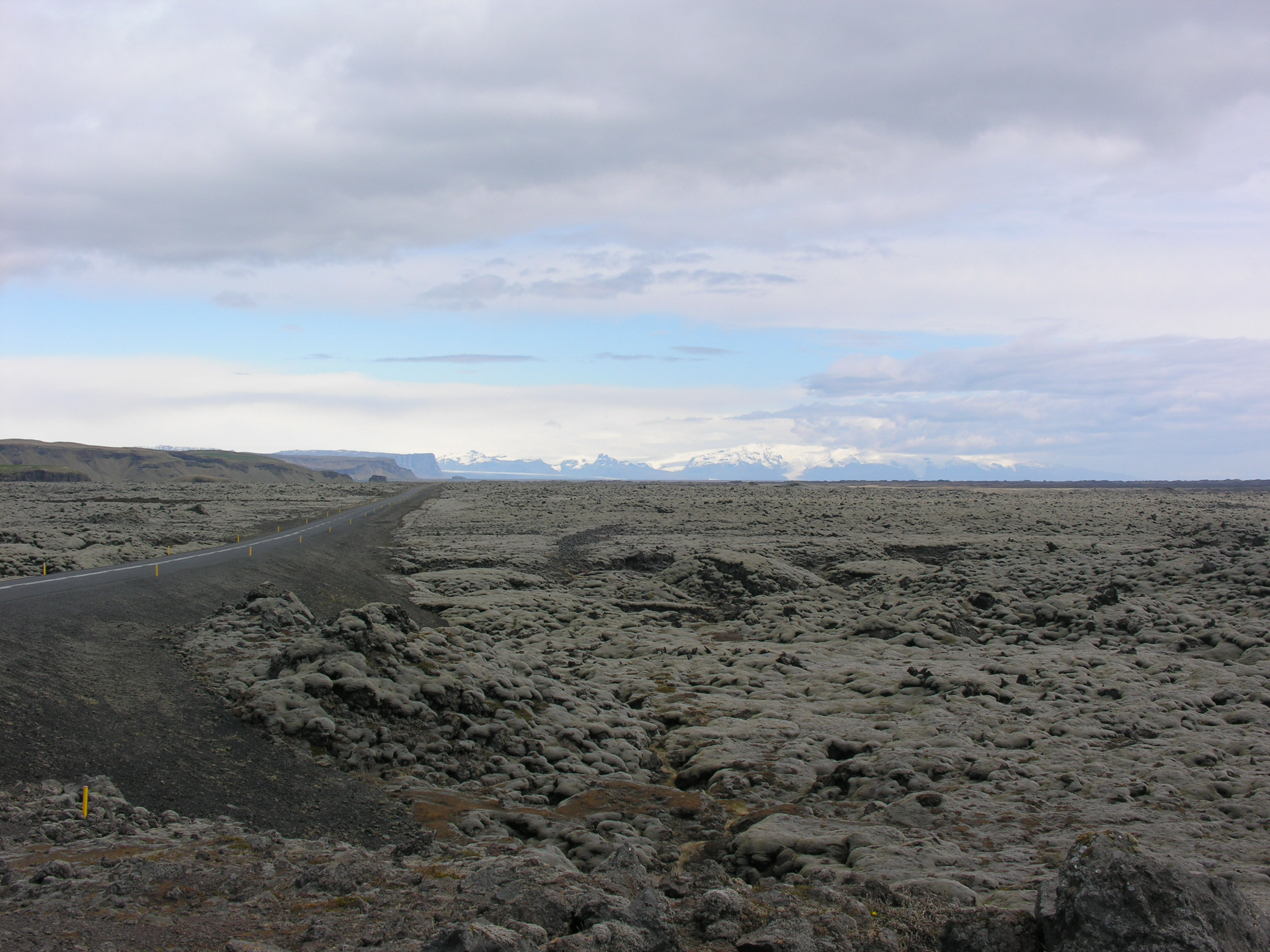
La lava de Laki: Eldhraun

El Laki o Lakagígar (cráteres de Laki) es una fisura volcánica situada en el sur de Islandia, cerca del cañón del Eldgjá y el pequeño pueblo de Kirkjubæjarklaustur, en el parque nacional de Skaftafell. Es parte de un sistema volcánico en el que se incluyen los volcanes Grímsvötn y Thórdarhyrna. Se encuentra entre los glaciares de Mýrdalsjökull y Vatnajökull, en una zona recorrida por fisuras desde el suroeste al norte.

## Origen
En la mitología nórdica los volcanes eran un símbolo del travieso dios Loki, el dios del caos, el fuego y la destrucción.
En el siglo XII, se registró un aumento en el número de erupciones, que coincidió con la cristianización de la isla. Los monjes cristianos vieron las erupciones del Hekla y Laka e informaron de que era como las puertas del infierno, otro se refirió a ella como la prisión de Judas.

## Erupción de 1783
El volcán surgió de una fisura en el volcán Grímsvötn, durante una erupción que comenzó el 8 de junio de 1783 y duró ocho meses, hasta 1784. Esta erupción expulsó unos 14 kilómetros cúbicos de lava basáltica y nubes tóxicas de ácido fluorhídrico y dióxido de azufre que acabaron con 9000 islandeses y más del 50 % del ganado de la isla.
La nube que generó bloqueó los rayos del sol considerablemente. Esto, junto los gases tóxicos y cenizas que cayeron sobre los campos durante ocho meses produjo desastres en las cosechas. Lo anterior devino en una hambruna de alrededor de tres años en todo el mundo, que mató aproximadamente a seis millones de personas. Se ha descrito como «una de las mayores catástrofes medioambientales en la historia europea».
El 8 de junio de 1783, una fisura con 130 cráteres abiertas con explosiones freatomagmáticas debido a la interacción del agua subterránea con el magma basáltico que se estaba elevando. Durante unos pocos días las erupciones se hicieron menos explosivas, de carácter estromboliano y posteriormente hawaiano, con alta proporción de efusión de lava. Este acontecimiento está considerado como IEV 4 en el Índice de Explosividad Volcánica, pero la emisión a lo largo de ocho meses de aerosoles sulfúricos dio como resultado uno de los acontecimientos climáticos más importantes y con mayores repercusiones sociales del último milenio.

### Repercusiones
La erupción, también conocida como Skaftáreldar ('Fuegos de Skaftá') o Síðueldur, produjo unos 14 km³ de lava basáltica, y el volumen total de tefra emitido fue de 0,91 km³. Se calcula que las fuentes de lava alcanzaron alturas de 800-1400 m. En el Reino Unido, el verano de 1783 fue conocido como el sand-summer ('verano de arena') debido a la caída de cenizas. Los gases fueron llevados por la columna de erupción convectiva a altitudes de alrededor de 15 km.
Asimismo, se apunta a esta erupción para explicar el bajo nivel del agua en el río Nilo en 1783, que produjo que muchos terrenos no pudieran ser sembrados, lo que llevó a una hambruna que redujo en un sexto la población del valle del Nilo.
La erupción continuó hasta el 7 de febrero de 1784, pero la mayor parte de la lava se lanzó en los primeros cinco meses. El volcán Grímsvötn, desde el que parte la fisura de Laki, también estaba en erupción entre 1783 hasta 1785. El lanzamiento de gases, incluyendo aproximadamente 8 millones de toneladas de fluoruro de hidrógeno y aproximadamente 120 millones de toneladas de dióxido de azufre, suscitó lo que se ha conocido como la «bruma de Laki» por toda Europa.
La bruma de Laki o neblina azul se mantuvo durante todo el verano y el otoño. En Islandia tuvo efectos catastróficos, secando los árboles y las cosechas, envenenando los pastizales y afectando al ganado y la pesca. Benjamin Franklin, embajador plenipotenciario de Estados Unidos en Francia en esos años, atribuyó el duro invierno de 1783 a 1784 a la neblina que había ocultado el sol durante el verano anterior, neblina que supuso originada por la erupción islandesa. 
El geólogo francés Jean-Louis Giraud-Soulavie identificó la erupción como una de las causas de la disminución de temperatura en Francia y las hambrunas posteriores.